# گیسلا (آریزونا)
گیسلا (به انگلیسی: Gisela) یک منطقهٔ مسکونی در ایالات متحده آمریکا است که در شهرستان جیلا، آریزونا واقع شده‌است. گیسلا ۷٫۴۶ کیلومتر مربع مساحت و ۲۰۸٬۴۵۳ نفر جمعیت دارد و ۸۷۸ متر بالاتر از سطح دریا واقع شده‌است.